# Serpent Sermon
Serpent Sermon es el duodécimo álbum de estudio de la banda sueca de black metal Marduk. Fue lanzado el 5 de junio de 2012 en Estados Unidos a través de Century Media Records en formato CD, vinilo y descarga digital. Se posicionó en el lugar 44 en la gráfica top de álbumes Heatseekers, vendiendo aproximadamente 800 copias en su primera semana. La edición limitada del álbum incluye el bonus "Coram Satanae", y la edición limitada en vinilo 7" del EP "Souls for Belial" fue lanzada incluyendo un cover de la canción "Oil On Panel" de Wovenhand. Se lanzó un vídeo para la canción "Souls for Belial" el 9 de mayo de 2012. Fue también el último álbum en contar con el baterista Lars Broddesson.

## Lista de canciones
| N.º | Título                                        | Duración |  |
| 1.  | «Serpent Sermon»                              | 4:38     |  |
| 2.  | «Messianic Pestilence»                        | 2:50     |  |
| 3.  | «Souls for Belial»                            | 4:47     |  |
| 4.  | «Into Second Death»                           | 5:11     |  |
| 5.  | «Temple of Decay»                             | 5:25     |  |
| 6.  | «Damnation's Gold»                            | 6:48     |  |
| 7.  | «Hail Mary (Piss-soaked Genuflexion)»         | 3:27     |  |
| 8.  | «M.A.M.M.O.N.»                                | 3:30     |  |
| 9.  | «Gospel of the Worm»                          | 2:37     |  |
| 10. | «World of Blades»                             | 7:09     |  |
| 11. | «Coram Satanae» (limited edition bonus track) | 8:03     |  |

- Toda la música y letras compuestas por Marduk.

## Créditos
Marduk
- Mortuus – voz
- Morgan Steinmeyer Håkansson – guitarra
- Magnus "Devo" Andersson – bajo
- Lars Broddesson – batería